# Ada van Zwieten
Ada van Zwieten (3 juni 1958) is een Nederlandse triatlete en duatlete uit Alphen aan den Rijn. Ze werd viermaal Nederlands kampioen wintertriatlon en tweemaal  Nederlands kampioen triatlon op de lange afstand. Ook vertegenwoordigde ze Nederland bij diverse grote internationale wedstrijden.
Voordat Van Zwieten met triatlons begonnen was, was ze marathonschaatsster. Toen ze 27 was kreeg ze last van een voetblessure en is ze overgestapt naar de triatlonsport. Hier maakte ze tussen 1987-1997 lange tijd de dienst uit op de podiums van lange afstand triatlons.
In 1999 heeft men een afscheidswedstrijd georganiseerd. Deze wedstrijd won ze met 6 seconde voorsprong op Ilonka van der Meer. Na haar stop in 1999 is ze ter gelegenheid van het vijfentwintigjarig bestaan van de triatlon van Almere in 2005 weer gaan trainen. Ze behaalde een negende plaats en werd tevens een paar maanden later tweede tijdens het Nederlands kampioenschap wintertriatlon in Assen.

## Titels
- Nederlands kampioene wintertriatlon - 1989, 1990, 1996, 1997
- Nederlands kampioene triatlon op de lange afstand - 1987, 1993

## Erelijst

### triatlon
- 1987:  NK lange afstand in Almere (1e overall) - 10:50.49
- 1988:  NK olympische afstand in Laren (2:11.23)
- 1989:  NK olympische afstand in Spierdijk (2:18.42)
- 1990:  Ironman Europe in Roth
- 1991:  NK + EK triatlon op de lange afstand in Almere (2e overall) - 9:48.01
- 1992:  NK lange afstand in Almere (4e overall) - 9:36.39
- 1993:  NK lange afstand in Almere (2e overall) - 9:37.11
- 1993:  Ironman Europe in Roth
- 1994:  Ironman Lanzarote - 10:03:52
- 1994: 9e Ironman Europe in Roth
- 1995:  EK lange afstand in Jümme - 9:10.36
- 1995:  Triatlon van Veenendaal - 2:10.33
- 1995:  Detern
- 1996: 4e Ironman Lanzarote
- 2005: 9e triatlon van Almere
- 2007: 96e overall triatlon van Almere - 4:01.09

### wintertriatlon
- 1989:  NK in Assen - 6:05.42
- 1990:  NK in Assen - 5:56.30
- 1994:  NK in Assen - 2:45.46
- 1996:  NK in Geleen - 6:06.39
- 1997:  NK in Assen - 5:48.11
- 2006:  NK in Assen - 2:56.08

### duatlon
- 1991:  NK in Nieuwegein - 1:29.55

### atletiek
- 1997:  Zegerplasloop (15 km)